# Thomas Lee Wright
Thomas Lee Wright (* 20. Jahrhundert in Moscow, Idaho) ist ein US-amerikanischer Filmproduzent, Filmregisseur, Drehbuchautor und Dokumentarfilmer.

## Karriere
Wrights Karriere im Filmgeschäft begann im Jahr 1990 beim Actionfilm Blue Heat – Einsame Zeit für Helden von John Mackenzie, wofür er mit am Drehbuch schrieb. Im Jahr darauf entwickelten er und Barry Michael Cooper die Story und das Drehbuch zum Gangsterfilm New Jack City von Mario van Peebles, in denen Wesley Snipes als Nino Brown und Ice-T als Scotty Appleton in den Hauptrollen zu sehen sind.
Sein Regiedebüt gab er 1993 bei dem Dokumentarfilm Eight-Tray Gangster: The Making of a Crip. Thomas Lee Wright produzierte unter anderem auch Dokumentationen für Discovery Channel, aber auch Spielfilme wie Battle in Seattle von Stuart Townsend mit Charlize Theron, Woody Harrelson, Ray Liotta und Michelle Rodríguez.
Als Produzent war ebenfalls an dem Dokumentarkurzfilm Edith+Eddie von Laura Checkoway, wofür beide bei der Oscarverleihung 2018 eine Oscarnominierung in der Kategorie „Bester Dokumentar-Kurzfilm“ erhielten. Die Auszeichnung erhielt jedoch Frank Stiefel für seinen Beitrag Heaven Is a Traffic Jam on the 405. Des Weiteren erhielt Wright für diesen Film, von der International Documentary Association, den „IDA Documentary Award“.

## Filmografie (Auswahl)

### Drehbuch
- 1990: Blue Heat – Einsame Zeit für Helden (The Last of the Finest)
- 1991: New Jack City
- 2013: The Long Ride Home (Dokumentarfilm)

### Regie
- 1993: Eight-Tray Gangster: The Making of a Crip (Dokumentarfilm)
- 2013: The Long Ride Home (Dokumentarfilm)

### Produktion
- 1993: Eight-Tray Gangster: The Making of a Crip (Dokumentarfilm)
- 2007: Battle in Seattle
- 2017: Edith+Eddie (Dokumentar-Kurzfilm)